# 薬物アレルギー
薬物アレルギー（やくぶつあれるぎー、英:drug allergy）とは薬によって生じるアレルギーの総称であり、抗菌薬や解熱剤などの医薬品により生じやすい。一般に医薬品は低分子のものが多いため、それ自体が抗原とはならず、生体内のタンパク質などの高分子と結合することにより、抗原性を有するアレルゲンとなる。理論的には2回目以降の投与の際に発現し、投与量に関係なく、その症状は薬の薬理作用と関係なく、その薬の拮抗薬で症状は緩和されない。また、薬物アレルギーを起こしやすい個体でのみ発生する。抗菌薬の初回投与の際にアレルギーが発現する場合があるが、これはその抗菌薬の残留した食品の摂取あるいは化学構造の類似した薬物の投与が原因であると考えられている。

## 診断
薬物の副作用のうち6〜10％がアレルギーによるものであるといわれている。薬物過敏症とは免疫学的な機構によるアレルギー反応と偽アレルギー反応によるものの2種類が知られている。代表的な偽アレルギー反応を引き起こす薬物としては造影剤や抗炎症薬などが知られている。アレルギー性と偽アレルギー性ではマネジメントが異なることが知られている。

### 薬物アレルギーではないもの
望ましくない反応をすべて副作用と定義しているので副作用のメカニズムはさまざまである。これらの反応は殆どはアレルギーによるものではないが一般には区別されず、薬物アレルギーありと報告されることが多い。
過量投与
アセトアミノフェンによる肝障害やリドカインによる痙攣などは過量投与によって起こるものである。
治療目的以外の薬理作用
第一世代抗ヒスタミン薬による眠気、鎮静作用は薬物の作用そのものである。
間接的作用
抗菌薬の投与によって腸内細菌叢が変化し下痢がおこるのも薬物の作用である。
薬物相互作用
クラリスロマイシンの投与などでテオフィリンやジゴキシンの血中濃度が増加する。
その他
バンコマイシン急速静注によるredman症候群、梅毒の治療によるJarisch-Herxheimer反応などはアレルギーではない。
これらは薬物アレルギーではない。多くの患者（外来患者の10％といわれる）がペニシリンアレルギーであると申告するが、たいていの場合はそうような人でも問題なく投与できることが知られている。ウイルス性の湿疹や薬物アレルギーと無関係の副作用がアレルギーとされている例が多いためである。

### 薬物アレルギー
薬物アレルギーはクームスの分類に従ってI型からIV型に分類される。I型の場合は抗ヒスタミン薬やステロイドの前投与で予防することはできないので注意が必要である。I型アレルギーの場合はわずかな投与で重篤な症状がでるが、それ以外のアレルギーの場合は発症頻度の頻度のおいて、投与量が多く、使用頻度が高いほどアレルギーは発症しやすいといわれている。βラクタム薬はマクロライド系
よりもアレルギーの頻度が高く、薬物自体の分子構造も影響はあり、また他の薬物でアレルギーの既往があったりするさらに発生率は高くなる。
I型アレルギー
抗菌薬におけるアナフィラキシー反応。
II型アレルギー
ペニシリンなどによる溶血性貧血など。
III型アレルギー
高用量ペニシリンによる血清病、ヒドララジンによる薬剤性ループスなど。
IV型アレルギー
接触性皮膚炎など
最も重篤な薬物アレルギーであるスティーブンス・ジョンソン症候群はその他の免疫機構であると考えられている。

### 原因薬物の診断
ブリックテスト、皮内試験、リンパ球幼若化試験やリンパ球刺激試験といった検査、接触性皮膚炎ならばパッチテストといった試験はあるものの、有用性は低い。確定診断が必要な場合は再投与を行う。しかし、基本的には原因薬物を中止（疑わしいものを全て）、変更するだけである。